# Marina Pisklakova-Parker
Marina Pisklakova-Parker é uma ativista pelos direitos da mulher e autora russa. Ela é a primeira pessoa a criar um centro para mulheres em crise, o Centro Nacional para Prevenção da Violência - ANNA, visando ajudar vítimas de violência doméstica na Rússia.

## Educação e carreira
Pisklakova estudou engenharia aeronáutica no Instituto de Aviação de Moscou. Ela obteve o grau de doutora em Sociologia na Academia Presidencial Russa de Economia Nacional e Administração Pública. Enquanto conduzia pesquisa no Instituto de Estudos Socioeconômicos da População, ela recebeu uma resposta a uma pesquisa de uma mulher que descrevia maus tratos pelo seu marido. Pisklakova ficou perturbada e acionou o diretor do Centro, que disse tratar-se de um caso de violência doméstica, um termo estrangeiro que não tinha tradução na Rússia.
Não muito tempo depois, enquanto acompanhava seu filho à escola, Pisklakova aproximou-se de uma mulher que tinha o rosto machucado e inchado. Ela lhe perguntou sobre isso, mas a mulher se recusou a responder. Alguns dias depois, a mulher telefonou a Pisklakova e lhe disse que seu marido lhe batera com o salto do sapato por ela não prender rapidamente um botão que lhe caíra do casaco. Pisklakova pediu à mulher que deixasse seu marido, mas ela respondeu que não tinha para onde ir.
Pisklakova decidiu chamar a polícia para comunicar o caso. As autoridades responderam que era um assunto privado e que não poderiam interferir. Pisklakova pesquisou agências e descobriu que não havia instituições para ajudar vítimas de violência doméstica na Rússia. Ela assumiu o problema e contatou o responsável por um centro para mulheres em crise na Suécia. O diretor orientou Pisklakova sobre como criar o primeiro centro para mulheres em crise na Rússia.

## ANNA
Em 1993, Pisklakova fundou o ANNA (Centro Nacional para Prevenção da Violência), uma hotline para as mulheres reportarem abuso doméstico e receber assistência. Pisklakova formou a agência sozinha, e era a única supervisionando o telefone. Ela encontrou oposição, tendo sido acusada de agravar os problemas, como ficou evidente no seu primeiro caso, quando o policial aconselhou o marido a bater em sua mulher em silêncio.
Pisklakova recebeu recursos adicionais seis meses depois. Ela contratou psicólogos e advogados e alugou um espaço para disponibilizar abrigo para as vítimas. Ela forneceu treinamento para quem quisesse trabalhar como conselheiro e para os interessados em criar centros para mulheres em crise. Quando a organização cresceu, eles começaram a trabalhar com a polícia.
Em 1997, Pisklakova iniciou um programa para treinar advogados para conduzir casos de violência doméstica. Ela também fez lobby para criar legislação que reconhecesse as facetas da violência doméstica, como o controle econômico, a violência psicológica e a violência sexual marital.
O ANNA possui mais de 40 agências por toda a Rússia, que trabalham com mais de 150 organizações para combater a violência baseada no gênero.